# JA Gifu Rioreina
JA Gifu Rioreina est un club japonais de volley-ball fondé en 1979 et basé à Gifu, évoluant pour la saison 2017-2018 en V・Challenge 1 Ligue.

## Résultats en Ligue
| Ligue          | Ligue   | Position | Équipes | Matchs | Gagné | Perdu |
| -------------- | ------- | -------- | ------- | ------ | ----- | ----- |
| V・Challenge   | 2012-13 | 7e       | 10      | 18     | 6     | 12    |
| V・Challenge   | 2013-14 | 8e       | 10      | 18     | 6     | 12    |
| V・Challenge   | 2014-15 | 5e       | 10      | 18     | 7     | 11    |
| V・Challenge 1 | 2015-16 | 3e       | 8       | 21     | 13    | 8     |
| V・Challenge 1 | 2016-17 | 7e       | 8       | 21     | 8     | 13    |

## Effectifs

### Saison 2013-2014
Entraîneur : Kota Takahashi  Japon